# Kauppa
Kauppa, obersorbisch Kupojⓘ, ist ein Ort im Osten des Landkreises Bautzen in Sachsen und gehört seit 1994 zur Gemeinde Großdubrau. Der Ort liegt in der Oberlausitz und zählt zum Siedlungsgebiet der Sorben.

## Geografie
Kauppa befindet sich in der Oberlausitzer Heide- und Teichlandschaft etwa 14 Kilometer nördlich von Bautzen in der Flussaue der Kleinen Spree. Während jene landwirtschaftlich genutzt wird, erstrecken sich südlich und vor allem nördlich davon ausgedehnte Wälder.
Siedlungshistorisch ist Kauppa ein Gassendorf mit einem Gutshof im östlichen Teil. Die Siedlung wird im Osten von der Kleinen Spree begrenzt und ist in drei Himmelsrichtungen von Teichen umgeben. Die Nachbarorte sind Jetscheba im Norden und Commerau im Osten.

## Geschichte

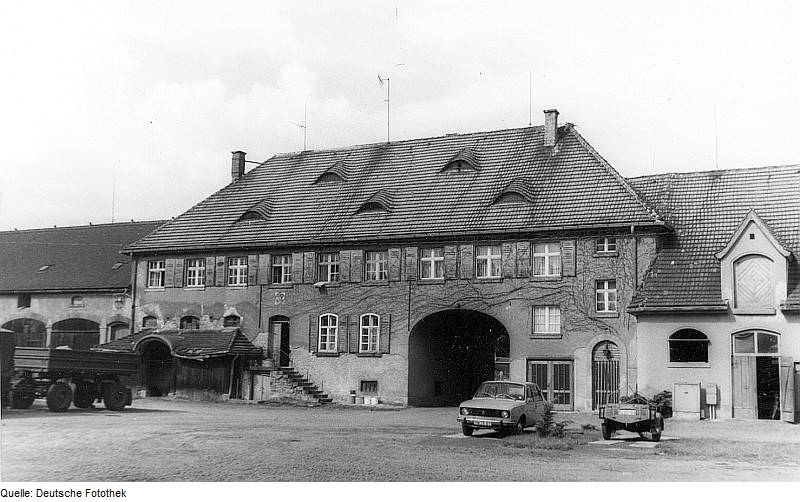
Das alte Kauppaer Rittergut (1987)

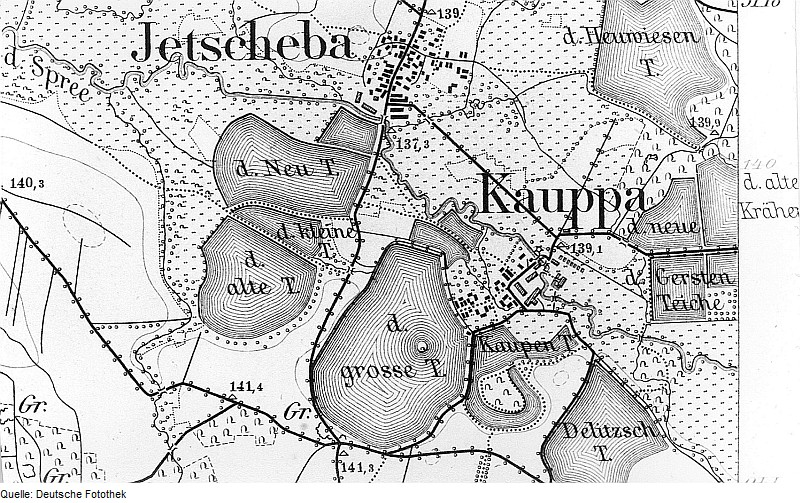
Kauppa und Jetscheba auf dem Messtischblatt von 1884

Die Gegend um Kauppa war bereits in der späten Bronzezeit besiedelt. Im Mittelalter befand sich auf dem Flurstück Schlosswiese eine wasserburgähnliche Befestigungsanlage, die heute nicht mehr zu erkennen ist.
Der heutige Ort wurde erstmals um 1400 als Kupe erwähnt. Weitere Namensformen waren Kawpen (1417) sowie Kaupe (1423/1543). Der ursprünglich sorbische Ortsname leitet sich vom Wort kupa für „Insel“ her und bezieht sich auf die geografische Lage inmitten der Flussaue. Sogenannte „Kaupen“ sind auch aus dem Spreewald bekannt. Im Jahre 1488 war erstmals das Kauppaer Rittergut verzeichnet, welches bis ins 19. Jahrhundert auch die Grundherrschaft im Ort sowie über die Waldflächen im Norden ausübte. Mindestens seit dem 16. Jahrhundert war Kauppa zudem ein Zentrum der Fischteichwirtschaft in der Gegend.
Am 3. August 1790 wurden die Rittergutsorte Kauppa, Göbeln und Leichnam von etwa 600 mit Äxten und Hacken bewaffneten Menschen aus flussabwärts gelegenen Ortschaften (u. a. Milkel, Lohsa, Hermsdorf) angegriffen. Im ungewöhnlich heißen Sommer hatten die Gutsherren so viel Spreewasser in die eigenen Teiche abgeleitet, dass die Mühlen weiter unterhalb den Betrieb nicht mehr aufrechterhalten konnten. In den revolutionären Zeiten brachten die Einwohner ihren Unmut über die Feudalherren auf diese Weise auch in Kauppa zum Ausdruck. Schon zuvor hatten die Herren auf Kauppa ihrerseits immer wieder Streitigkeiten mit der aufwärts gelegenen Herrschaft Sdier aufgrund des Spreewassers.
In den letzten Tagen des Zweiten Weltkrieges brannte im Zuge der Schlacht um Bautzen am 2. Mai 1945 das Kauppaer Herrenhaus nieder und wurde später abgerissen.
Bis zum 1. April 1936 war Kauppa eine eigenständige Landgemeinde mit Jetscheba als Ortsteil. Dann wurde es zunächst nach Commerau und gemeinsam mit diesem am 1. Januar 1994 nach Großdubrau eingemeindet.

## Bevölkerung und Sprache
Für seine Statistik über die sorbische Bevölkerung in der Oberlausitz ermittelte Arnošt Muka in den achtziger Jahren des 19. Jahrhunderts eine Bevölkerungszahl von 285 für Kauppa und Jetscheba; darunter 257 Sorben (90 %) und 28 Deutsche. Seitdem ist der Gebrauch des Sorbischen im Ort stark zurückgegangen.
Die vorwiegend evangelische Bevölkerung ist mindestens seit 1614 nach Klix gepfarrt.

## Persönlichkeiten

### In Kauppa geboren
- Ernst Wilhelm von Standtfest (1822–1886), sächsischer Generalmajor, Sohn bzw. Enkel des Rittergutsbesitzers
- Johannes Lodny (1834–1890), Lehrer und Botaniker in Dresden[2]